# Epicauta cryptogramaca
Epicauta cryptogramaca là một loài bọ cánh cứng trong họ Meloidae. Loài này được Yang & Ren miêu tả khoa học năm 2006.